# Sant Vicenç de Calders
|  | Per a altres significats, vegeu «església de Sant Vicenç de Calders». |

Sant Vicenç de Calders és una entitat de població al municipi del Vendrell. El poble va ser municipi independent fins a la dècada de 1940 i és a 3,4 km al sud-oest del Vendrell. Té poc més d'un centenar d'habitants.

## Descripció
És dalt d'un turó, de 100 m d'altitud, amb un nucli de cases del segle xviii entorn de la plaça Major i prop de l'església de Sant Vicenç, documentada al segle xi i reconstruïda al segle xviii. La seva situació permet unes esplèndides vistes sobre el seu barri marítim de Coma-ruga.
El 1946 Sant Vicenç va ser annexat al El Vendrell,juntament amb els nuclis de la costa d'El Francàs, Coma-ruga i el barri ferroviari sorgit vora l'estació. El 1983 l'Ajuntament del Vendrell va aprovar un pla urbanístic que limitava l'edificabilitat amb l'objectiu de garantir la protecció paisatgística del nucli històric de la població
A finals del segle xix van arribar a la població les línies de ferrocarril de Martorell a Tarragona (via Vilafranca), i de Barcelona-Vilanova-Valls. Aquestes dues línies s'unien a 3 km de Sant Vicenç on posteriorment va sorgir el barri de l'Estació, al voltant de l'estació de Sant Vicenç de Calders, avui contigu a Coma-ruga després del seu creixement urbanístic.
Cal destacar la Colònia Ferroviària de Sant Vicenç de Calders com a nucli d'edificacions que es va crear el 1901 i que van servir d'allotjament personal ferroviari i les seves famílies: el qual comprèn 6 pavellons amb 72 habitatges, i que el 2024 s'ha avisat del seu perill d'enderrocament.